# Élections locales écossaises de 2003 à Dumfries and Galloway
Pour un article plus général, voir Élections locales écossaises de 2003.

Les élections locales écossaises de 2003 à Dumfries and Galloway se sont tenues le 1er mai 2003.

## Composition du conseil
Majorité absolue : 24 sièges
| Parti               | Sièges  |
| ------------------- | ------- |
| Travailliste        | 14 / 47 |
| Indépendant         | 12 / 47 |
| Conservateur        | 11 / 47 |
| SNP                 | 5 / 47  |
| Libéraux-démocrates | 5 / 47  |